# Mahmoud Chevket Pacha
Mahmoud Chevket Pacha (en turc : Mahmut Şevket Paşa), né en 1856 à Bagdad (Empire ottoman) et mort le 11 juin 1913 à Constantinople (Empire ottoman), est un militaire et homme d'État ottoman d’origine tchétchène.

## Biographie
Fils du gouverneur de l'Eyalet de Bassora Kethüdazade Süleyman Faik Bey, Mahmoud Chevket Pacha naît à Bagdad en 1856 et y termine son éducation avant de rejoindre l'Académie militaire (en turc : Mekteb-i Harbiye) de Constantinople. Il devient lieutenant dans l'armée en 1882, il reste quelque temps en France où il prend connaissance des nouvelles technologies militaires, il occupe ensuite un poste en Crète ottomane, puis retourne à l'Académie comme membre.
Il travaille en coopération avec l'instructeur allemand Colmar von der Goltz, chargé de réorganiser l'armée du sultan, pendant un voyage dans l'Empire allemand. Il est nommé comme gouverneur du vilayet du Kosovo, depuis lequel il commande la 3e armée, chargée de contrer les contre-révolutionnaires absolutistes dans l'incident du 31 mars (1909).
Il est grand vizir du sultan Mehmed V du 23 janvier au 11 juin 1913, date où il est assassiné par un des parents de Nazım Pacha, vengeant indirectement l'assassinat de ce dernier.
Il est connu entre autres pour avoir créé les premiers unités de l'Armée de l'air ottomane (voir Armée de l'air turque) en 1911 et conduit la première automobile dans les rues de Constantinople.